# 閃昏
《閃昏》，2011年中視金鐘偶像劇，由陳妍希、張書偉、林若亞、高英軒主演。2011年2月24日開鏡，4月殺青。2013年3月30日播出。

## 播出時間
以下時間以當地時間（台灣時間）為準

### 首播
| 片名 | 頻道 | 所在地 | 播放日期及時間       |
| ---- | ---- | ------ | -------------------- |
| 閃昏 | 中視 | 台灣   | 2013年3月30日13:30起 |

## 演員陣容

### 主要演員
| 演員   | 角色   | 介紹                     |
| 陳妍希 | 宏伶   | 柏廷未婚妻。             |
| 張書偉 | 柏廷   | 宏伶未婚夫，被明憲利用。 |
| 林若亞 | 洪子蕙 | 明憲之妻。               |
| 高英軒 | 明憲   | 宏伶前男友，子蕙老公。   |

### 其他演員
| 演員   | 角色 | 介紹       |
| 陳幼芳 |      | 柏廷之母。 |

## 製作團隊
- 製作人：陳慧玲、林玉清
- 編　劇：
- 導　演：
- 製作公司：群之噰傳播有限公司
- 贊助單位：

## 新聞
- 中視金鐘劇《閃昏》火辣結婚照　狗鍊、女僕裝樣樣來
- 和氣質美女陳妍希《閃昏》　書偉坦言好想「來一下」

## 外部連結
- 中視【珍愛林北+閃昏+記得我們有約】陳妍希/三合一篇 （页面存档备份，存于）
- 陳妍希《閃昏》十天遇真愛　甜美煞到張書偉 （页面存档备份，存于）